# Historische Zeitungsbibliothek
Die Historische Zeitungsbibliothek, amtlich finnisch Historiallinen sanomalehtikirjasto, ist ein vom Digitalisierungszentrum der Finnischen Nationalbibliothek durchgeführtes gemeinsames nordisches Projekt der Retrodigitalisierung historischer finnischer Zeitungen. Beteiligt sind neben der Nationalbibliothek die Universitätsbibliotheken der Universität Turku, der Universität Jyväskylä, der Åbo Akademi, der Universität Oulu und der Universität Ostfinnland.

## Bestand
Digitalisiert wurde seit Anfang des Jahrhunderts ein Großteil der in den Jahren 1771 bis 1920 in Finnland veröffentlichten Zeitungen und Zeitschriften, zu denen das Urheberrecht abgelaufen war. 2008 waren 165 Zeitungstitel mit 800.000 digitalisierten Seiten verfügbar. Der Umfang der Digitalisierung wurde seither vom Bildungsministerium bis Ende des 19. Jahrhunderts und weiter bis in das 20. Jahrhundert erweitert. Mit Stand 2017 sind bereits 500 historische Zeitungen mit über 2,9 Millionen Seiten bis 1920 digitalisiert, abhängig vom jeweiligen Bestand. Nicht jeder Titel ist in seiner Gesamtheit in den finnischen Bibliotheken vorhanden, so dass sich innerhalb einer Zeitung Lücken ergeben können.
Eine Liste der historischen Zeitungen ist hier auf der Unterseite Historische Zeitungsbibliothek/Historische finnische Zeitungen aufgeführt.
Die Volumen der insgesamt in den Digitalen Sammlungen der Finnischen Nationalbibliothek aufbereiteten Scans betrug im Februar 2016 über zehn Millionen Seiten, 2017 bereits über 12,5 Millionen und im März 2018 über 13 Millionen Seiten.

## Benutzung
Die Publikationen in der Zeitungsbibliothek sind in der online zugänglichen Service-Benutzerschnittstelle frei wähl- und lesbar. Benutzerschnittstellen sind in englischer, schwedischer und finnischer Sprache. Neben dem Browsing können auch Textsuchen durchgeführt werden, z. B. mit der sogenannten unscharfen Suche (Fuzzy-Suche). Es ist auch möglich, Zeitschriften in einer hochwertigen PDF-Datei zu drucken oder Fundstellen in mehreren bibliografischen Formaten zu zitieren. Sie stehen auch über Europeana zur Verfügung.